# 安尼魯·康特
安尼魯·康特（英語：Aniru Sahib Sahib Conteh，1942年8月6日—2004年4月4日）是獅子山的一名醫師，為拉沙熱（流行於西非國家的一種病毒性出血熱）臨床治療的專家。康特於1974年自奈及利亞伊巴丹大學醫學系畢業，之後在伊巴丹大學教學醫院工作四年，後來他回到獅子山參加美國疾病管制與預防中心的拉沙熱防疫計畫，在東方省塞布韦马的尼克森循道宗醫院擔任醫療院長。
1991年獅子山內戰爆發後，美國疾病管制與預防中心中止了當地的拉沙熱防疫計畫，康特與其團隊遷至凱內馬，在凱內馬政府醫院開設全世界唯一一座治療拉沙熱的隔離病房，在戰亂與嚴重資源短缺之下持續醫治病人，除此之外他也透過教育宣導增進大眾對拉沙熱的了解，並與國外研究機構合作進行關於拉沙熱的研究。2003年康特獲頒首屆国际紧急医疗救援组织精神獎。隔年，他在治療病人時發生了一宗針刺意外而感染了拉沙熱，經治療後仍不幸逝世。

## 早年生活
安尼魯·康特於1942年8月6日出生在英屬獅子山東方省的賈威福魯（Jawi Folu），其父為當地部落的酋長，以務農為生。康特16歲時，其母親過世，他為維持家庭生計曾在首府自由城工作，後來繼續學業，在福拉灣學院（當時為英國杜倫大學的分校）修習生物與化學，取得學士學位後曾擔任教師。1968年，他至奈及利亞伊巴丹大學就讀醫學系，並於1974年畢業，隨後在伊巴丹大學教學醫院工作，1979年回到獅子山:66-68。

## 醫療生涯
康特是拉沙熱臨床治療的專家，此疾病為流行於西非國家的一種病毒性出血熱，由拉沙病毒感染所致，最早於1969年在奈及利亞爆發的疫情中被鑑定與分離:1399，主要傳染源為當地常見的鼠類多乳頭鼠，現時獅子山、賴比瑞亞與幾內亞每年約有30萬至50萬人染病，其中約5000人死亡。1976年，獅子山東部城鎮潘古瑪爆發了拉沙熱的醫院感染事件，引起美國疾病管制與預防中心（CDC）的注意，而在潘古馬、塞格布玛和凱內馬等城鎮發起研究計畫，對拉沙熱展開研究。

### 

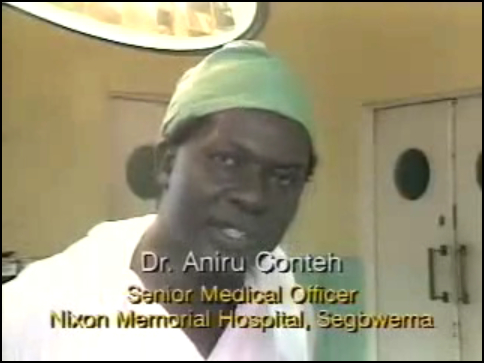
1989年美國疾病管制與預防中心拍攝之紀錄片中的康特

1979年起康特與美國醫師約瑟夫·B·麥科密克一起在塞格布玛的尼克森循道宗醫院工作，執行CDC的拉沙熱防疫計畫，隔年康特成為了這所醫院的醫療院長。在此工作期間康特與其妻莎拉（Sarah）相識並結婚，兩人也經營了一間小型咖啡館。1991年獅子山內戰爆發，使CDC被迫中止在該國的防疫計畫而遷至鄰國幾內亞，尼克森循道宗醫院在武裝衝突中被毀，期間散播病毒的多乳頭鼠在廢棄的房屋中大量繁衍，使疫情更加嚴重。

### 凱內馬政府醫院

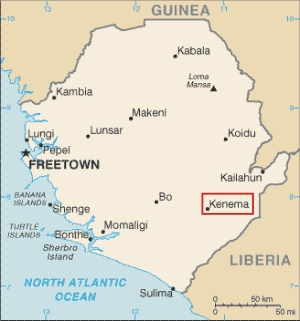
凱內馬在獅子山的位置

戰爭爆發後康特流落鄉間數月:67，之後來到凱內馬，開始在當地為病人提供治療，他雖有朋友在海外，亦可至其他國家工作，但選擇留在國內幫助無助的民眾:66-68。康特在凱內馬政府醫院（Kenema Government Hospital）建立了世界唯一一間拉沙熱隔離病房，在戰亂之下，熟悉拉沙熱的醫療專家大多已離開獅子山，疑似感染拉沙熱的病患開始被送至康特處治療:66-68，此隔離病房為一鐵絲網環繞的小型水泥建物，由發電機供應電源，因缺少房間與窗戶而瀰漫消毒水與血液的異味，且因醫院缺乏設備而無法對疑似染病的病人進行檢測，僅能仰賴康特個人的經驗診斷，另外醫院也缺乏適當的個人防護裝備，康特與其團隊僅能以佩戴兩層手套、診療服、護目鏡與口罩等簡易配備代替。1996年起此病房受英國的国际紧急医疗救援组织（Merlin）資助。1997年與1999年叛軍革命聯合陣線兩度控制了凱內馬，但康特均未曾離開崗位，有說法稱叛軍因害怕染病而未摧毀醫院。
在戰爭期間，康特是獅子山唯一有能力治療拉沙熱病患的醫師，據其子肯尼斯·康特（Kenneth Conteh）回憶，康特經常不向病人收費，甚至在家中收容難民。除醫治病人外康特也透過教育與意識覺醒等方式促進大眾對拉沙熱的認知。1996年，杜蘭大學公衛與熱帶醫學學院的丹尼爾·鮑施（Daniel Bausch）和美國疾病管制與預防中心與康特合作進行關於拉沙熱的研究。2000年康特在《臨床微生物學期刊》上發表論文，提出以酶联免疫吸附试验（ELISA）檢測拉沙熱病患的新技術，並將其準確度與敏感度和舊有的間接螢光抗體測試（IFA）相比較。2003年康特因卓越的醫療貢獻，在英國倫敦獲頒国际紧急医疗救援组织精神獎（Spirit of Merlin），為此獎項的首位獲獎者。

## 逝世
拉沙熱隔離病房的人力相當缺乏，康特時常需親自為病人抽血:261-262。2004年3月17日，康特在為一名感染拉沙熱的懷孕護士抽血時不慎發生針刺意外，該名護士於隔日病逝，康特則被傳染了拉沙熱，於3月23日發病，他接受靜脈注射抗病毒藥物利巴韋林，但病況仍持續惡化，雖一度熬過此病最初的危險期，仍於4月4日（染病18天後）因腎衰竭而病逝，享年61歲:261-262。當地記者形容他逝世的消息「如乾季中的野火般在凱內馬傳開，大部分的人都因獅子山唯一一位拉沙熱專家的逝世而感到哀痛，護士哭泣，病人飲泣，凱內馬陷入震驚與悲傷之中」。康特的葬禮在凱內馬附近的城鎮達魯舉行。

## 身後
康特在拉沙熱隔離病房工作近25年，拯救了上千人的性命，在他的努力之下拉沙熱患者的死亡率下降了20%。康特逝世後獅子山政府一度找不到接手負責此病房的人選，數月後甫完成醫院實習的畢業生謝赫·奧馬爾·汗醫師同意接任此職，同年杜蘭大學、世界衛生組織與獅子山、賴比瑞亞和幾內亞的衛生部共同建立了马诺河联盟合作夥伴計畫（Mano River Union Lassa Fever Network，MRU-LFN）以合作防疫，現時凱內馬政府醫院的拉沙熱隔離病房仍持續運作，致力於治療、預防與研究，2014年西非伊波拉病毒疫情期間此病房曾用於治療伊波拉出血熱的病患，謝赫·奧馬爾·汗不幸在治療病人時被傳染伊波拉出血熱而病逝。
現為加州大學洛杉磯分校醫學教授的羅斯·唐納森（Ross Donaldson）曾於2003年到康特的拉沙熱病房實習，他於2009年出版了《拉沙熱病房》一書，副標題為「一人對抗世界最致命疾病之一的奮戰」，將康特的抗疫行動公諸於世。

## 家庭
康特的妻子為莎拉，兩人育有四子二女（也有來源紀錄為三子二女），其子為肯尼斯·康特（Kenneth Conteh）、尤金·康特（Eugene Conteh）、穆罕默德·康特（Mohammed Conteh）與阿爾弗雷德·康特（Alfred Conteh），其女為伊莎塔·康特（Isata Conteh）與安妮塔·康特（Anita Conteh），其中有數人也以醫療為業。

## 發表論文
- Bausch, DG; Rollin, PE; Demby, AH; Coulibaly, M; Kanu, J; Conteh, AS; Wagoner, KD; McMullan, LK;  et al. . Journal of Clinical Microbiology. 2000, 38 (7): 2670–7. PMC 86994 . PMID 10878062.

## 延伸閱讀
- Jalloh, T. . Concord Times. 2004-09-28  [2011-09-06]. （原始内容存档于2012-10-23）.
- Okeke, Iruka N.; Wain, John. . Nature Reviews Microbiology. 2008, 6 (11): 858–64. PMID 18711428. doi:10.1038/nrmicro1989.